# استکهلم (فیلم ۲۰۱۸)
استکهلم یک فیلم جنایی هست که نوشته و تهیه و کارگردانی شده توسط رابرت بودرو است. بازیگران این فیلم ایثن هاک، نومی راپاس، مارک استرانگ، کریستوفر هیردال، بی سانتوس و توربیورن هار هستند. فیلم برتر در جشنواره فیلم ترایبکا در ۱۹ آوریل سال ۲۰۱۸ شود و اکران شد در ۱۲ آوریل ۲۰۱۹ توسط رسانهٔ جهانی اسمیت.

## خلاصه
استان این فیلم بر اساس رویدادهای واقعی می‌باشد و دربارهٔ دزدی از بانک و گروگانگیری در شهر استکهلم است که به عنوان سندرم استکهلم نام گرفته‌است. در اوایل دههٔ هفتاد میلادی لارس نایتسروم که یک فرد سابقه‌دار است بعد از حمله به یک بانک در شهر استکهلم و گروگان گرفتن تعدادی از کارکنان بانک درخواست آزادی همکار قدیمی‌اش را که در زندان است می‌کند و…

## بازیگران
نومی راپاس در نقش بریانسا لیند
ایثن هاک در نقش کج هنسون / لارس نیستورن
مارک استرانگ در نقش گانجر سورینسون
کریستوفر هیردال در نقش چیف متسون
بی سانتوس در نقش کالارا مرد
مارک رندال در نقش الو اریکسون
لن متیو در نقش کاراگاه وینتر
جان رلستون در نقش کاراگاه جک اوبستون
چیرستوفر ویچلین در نقش وینسنت
توربیورن هار در نقش چیروستفر لیند

## تولید
در ۲۷ جونیوری سال ۲۰۱۷ نومی راپاس و ایثن هاک به عنوان بازیگران فیلم استکهلم توسط رابرت بودرو کارگردان، تهیه‌کننده و نویسندهٔ فیلم معین شده‌اند
فیلم‌برداری فیلم شروع شد در آوریل ۲۰۱۷

## انتقادها
در پایگاه اینترنتی راتن تومیتوز، این فیلم یک رتبه‌بندی طرفداران ۷۶ درصدی دارد، برپایهٔ ۷۶ جستجو، با یک میانگین رتبه‌بندی ۵٫۹۸/۱۰. اجماع وب سایت خوانده شده " استکهلم نمی‌تواند به طور کامل عدالت را برای این مضامین یا وقایع زندگی واقعی دراماتیک اجرا کند، اما یک لمس سبک و انتخاب خوب بازیگران، نهایت نتایج را نگه می‌دارد. به طور مداوم سرگرم کننده است ".

## ستایش‌ها
| نتیجه | گیرندهٔ جایزه                | دسته‌بندی                 | تاریخ        | جوایز                      |
| ----- | --------------------------- | ------------------------ | ------------ | -------------------------- |
| برنده | رابرت بودرو                 | بهترین فیلم نامهٔ اقتباسی | ۳۱ مارس ۲۰۱۹ | جایزه هنرهای تصویری کانادا |
| نامزد | لی کارلسون                  | بهترین طراحی لباس        | ۳۱ مارس ۲۰۱۹ | جایزه هنرهای تصویری کانادا |
| نامزد | ریچارد کامو                 | بهترین ویرایش            | ۳۱ مارس ۲۰۱۹ | جایزه هنرهای تصویری کانادا |
| نامزد | ریچارد والپولیی و توماس هان | بهترین ویرایش صدا        | ۳۱ مارس ۲۰۱۹ | جایزه هنرهای تصویری کانادا |
| برنده | پگی کیاریاکیدو              | دستاورد در طراحی مو      | ۳۱ مارس ۲۰۱۹ | جایزه هنرهای تصویری کانادا |
| نامزد | فردریک نورد                 | دستاورد در جلوه‌های ویژه  | ۳۱ مارس ۲۰۱۹ | جایزه هنرهای تصویری کانادا |
| برنده | برناردو اسکاسی              | فیلم‌برداری ویژهٔ تئاتر    | ۲۳ مارس ۲۰۱۹ | انجمن سینماگران کانادا     |